# Кавказский сборник
Кавка́зский сбо́рник (рус. дореф. Кавказскій сборникъ) — военно-исторический ежегодник. Издавался в Тифлисе Военно-историческим отделом штаба Кавказского военного округа по указанию главнокомандующего Кавказской армией Великого князя Михаила Николаевича с 1876 по 1912 годы (кроме 1881, 1891—1893 и 1904 гг.).

## История и общие характеристики сборника
Идея создания журнала принадлежала Великому князю Михаилу Николаевичу, который с 1862 года являлся наместником Его Императорского Величества на Кавказе и командующим Кавказской армией. Первым главным редактором журнала был гвардии артиллерии полковник И. С. Чернявский.
Журнал издавался Военно-историческим отделом штаба Кавказского военного округа и был посвящён завоеванию Кавказа. Основной целью журнала являлось изучение опыта прошедших военных действий «для последующих военных предприятий», а также для сохранения памяти, «чтобы предания о былом не угасали, чтобы имена и подвиги представителей Кавказской славы были бессмертными для будущих поколений». В журнале, кроме приводимых исторических документов и архивных данных, публиковались и воспоминания участников боевых действий. Для этой цели ещё 25 августа 1874 года по распоряжению Михаила Николаевича было опубликовано печатное воззвание для сбора различных сохранившихся материалов в виде записок, дневников и прочего, что могло предоставить пользу для выхода в свет журнала. По словам Чернявского, «Количество высылаемых материалов лучше всего свидетельствует о том сочувствии, которое встретила начальная мысль среди бывших деятелей войны на Кавказе».
Большинство статей в «Кавказском сборнике» были опубликованы военными историками, при этом ими в целом не рассматривались проблемы Кавказских войн. Они, как правило, старались избегать категоричных оценок событий, а рассматривали фактические методы решения войсками поставленных задач и, «как солдаты и офицеры переносили труды и лишения войны». Также в издании публиковались статьи и в этнографическом направлении. Военным историком генерал-майором А. Л. Гизетти был составлен «Алфавитный указатель» к 1—20 томам.
В 1901 году главным редактором «Кавказского сборника» стал военный историк «летописец кавказских войн» генерал-майор В. А. Потто, а после его смерти в 1911 году редакцию возглавил полковник В. И. Томкеев. Всего Военно-историческим отделом штаба Кавказского военного округа было издано 32 тома. Последний вышел в 1912 году под редакцией С. С. Эсадзе.